# Hylaeus recisus
Hylaeus recisus är en biart som först beskrevs av Joseph Vachal 1910.  Hylaeus recisus ingår i släktet citronbin, och familjen korttungebin. Inga underarter finns listade i Catalogue of Life.